# Samaria, Frontera Comalapa
Samaria är en ort i Mexiko.   Den ligger i kommunen Frontera Comalapa och delstaten Chiapas, i den sydöstra delen av landet, 900 km sydost om huvudstaden Mexico City. Samaria ligger 665 meter över havet och antalet invånare är 109.
Terrängen runt Samaria är varierad. Runt Samaria är det ganska tätbefolkat, med 100 invånare per kvadratkilometer. Närmaste större samhälle är Frontera Comalapa, 1,8 km sydväst om Samaria. I omgivningarna runt Samaria växer huvudsakligen savannskog.